# Louis Dupin de Francueil

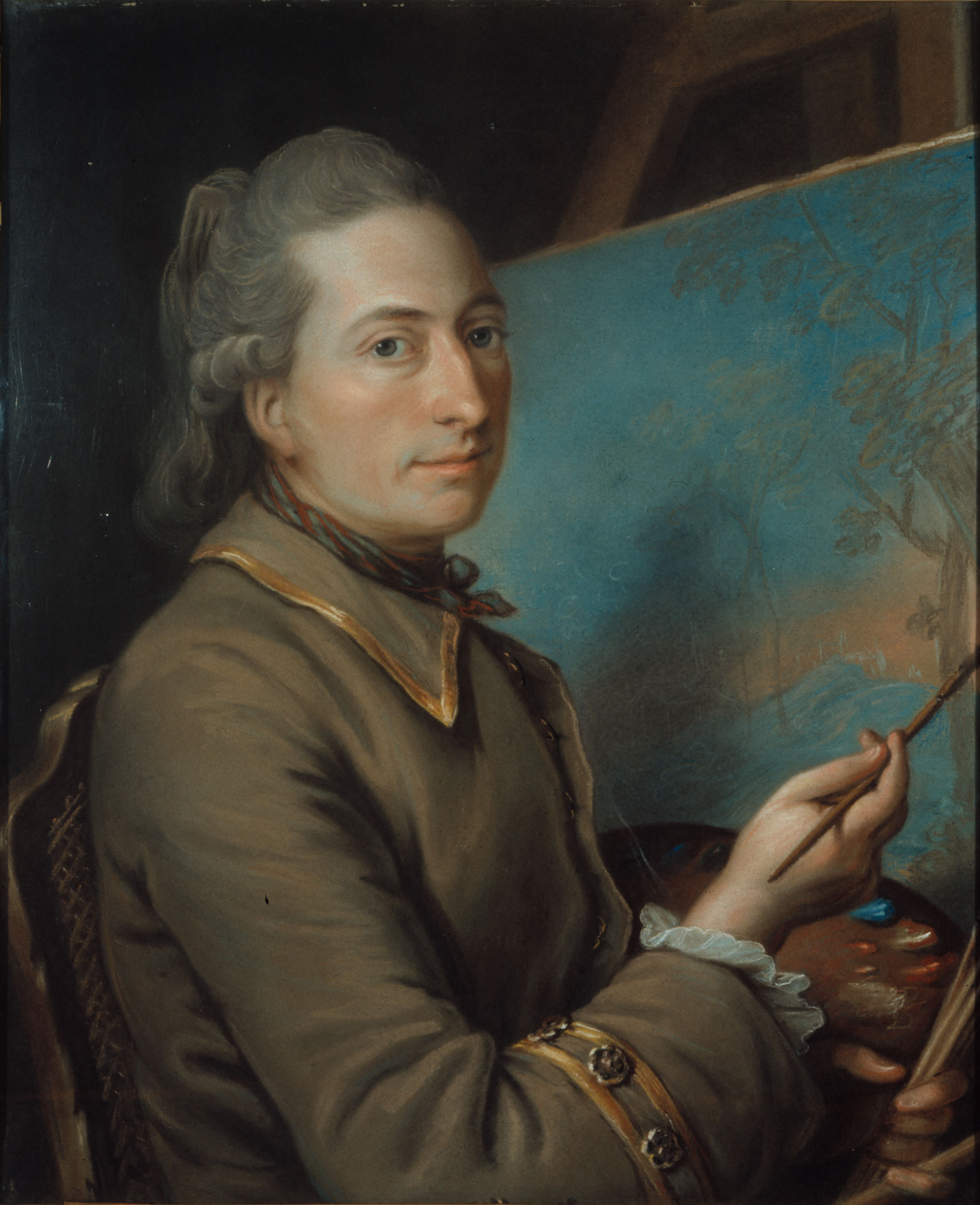
Porträt von Louis Dupin de Francueil, anonym, um 1775, Musée de la Vie romantique, Paris

Louis Claude Dupin (* 6. November 1715 in Châteauroux; † 6. Juni 1786 in Paris), genannt Dupin de Francueil, Seigneur de Francueil, war ein französischer Finanzier und Fermier général sowie der Großvater von George Sand.

## Leben
Als Sohn von Claude Dupin, Écuyer, Seigneur de Chenonceaux, Receveur général aux Finances von Metz und dem Elsass und später Sekretär des Königs und Fermier général, und Marie Jeanne Bouilhat wurde er selbst ein bedeutender Finanzier und Fermier général. Sein Vater kaufte am 24. Dezember 1728 ein Amt als Secrétaire du Roi, wodurch er und seine Nachkommen den Adelsstand ersten Grades erwerben konnten. Louis Claude Dupin nahm damit den Titel „de Francueil“ an, dessen Name von dem Dorf stammt, über das sich das Gebiet des Schlosses Chenonceau erstreckte, das seit 1733 im Besitz der Familie Dupin war. Um die Familien zu unterscheiden, wurde sein Halbbruder Jacques-Armand „Dupin de Chenonceaux“ genannt.
Am 15. Mai 1737 heiratete Louis Dupin in Paris Suzanne Bollioud de Saint-Jullien. Aus dieser Verbindung ging in Paris am 14. Juli 1751 eine einzige Tochter hervor, Madeleine-Suzanne Dupin de Francueil. Suzanne Bollioud de Saint-Jullien starb am 3. September 1754 im Alter von 35 Jahren in Paris.
Louis Dupin war eine Zeit lang der Liebhaber von Louise d’Épinay, mit der er zwei Kinder hatte:
- Angélique-Louise-Charlotte Le Blanc de Beaulieu (1749–1824)
- Jean-Claude Le Blanc de Beaulieu (1753–1825), Bischof von Rouen (Évêque constitutionnel de Seine-Inférieure 1799–1801), Bischof von Soissons, Laon und Saint-Quentin (1802–1820)

Seinen unehelichen Sohn stellte er Jean-Jacques Rousseau vor, der damals der Sekretär seiner Schwiegermutter Madame Dupin war. Es ist bekannt, dass Louis Dupin, wohl in der Hoffnung, in die Académie des Sciences aufgenommen zu werden, von Rousseau ein – unvollendet gebliebenes – populärwissenschaftliches Buch verfassen ließ.
Im Alter von 61 Jahren heiratete er in zweiter Ehe die 33 Jahre jüngere Marie-Aurore de Saxe. Sie war die uneheliche Tochter des Marschalls Moritz von Sachsen und Witwe des Grafen von Horn. Die Hochzeit fand am 14. Januar 1777 in London in der Kapelle der französischen Botschaft statt, da man Widerstand in der Familie und am französischen Hof befürchtete. Nach der Rückkehr aus England wurde die Feier am 15. April 1777 in Paris bestätigt. Aus dieser Verbindung ging der spätere Chef d‘Escadron des 1. Husarenregiments, Maurice Dupin de Francueil, hervor, der Vater von Aurore Dupin, Baronin Dudevant, die unter dem Künstlernamen George Sand bekannt wurde.
Louis Dupin de Francueil starb in seinem Hôtel particulier in der Rue du Roi-de-Sicile 15, Pfarrei Saint-Gervais in Paris.